# Cremnomys elvira
Cremnomys elvira là một loài động vật có vú trong họ Chuột, bộ Gặm nhấm. Loài này được Ellerman mô tả năm 1946.